# Подосовье
Подосовье (бел. Падасоўе) — упразднённая деревня в Чечерском районе Гомельской области Белоруссии. Входила в состав Залесского сельсовета. На западе граничила с лесом. В результате катастрофы на Чернобыльской АЭС и радиационного загрязнения жители (29 семей) в 1992 году переселены в чистые места.

## География

### Расположение
В 11 км на юго-восток от Чечерска, 48 км от железнодорожной станции Буда-Кошелёвская (на линии Гомель — Жлобин), 76 км от Гомеля.

### Гидрография
На южной окраине река Покоть (приток реки Сож).

## Транспортная сеть
Транспортные связи по просёлочной, затем автомобильной дороге Светиловичи — Залесье. Планировка состоит из короткой улицы почти меридиональной ориентации, к которой на юге присоединяется переулок. Застройка двусторонняя, жилые дома деревянные, усадебного типа.

## История
Согласно письменным источникам известна с начала XIX века как селение в Покотской волости Белицкого уезда Могилёвской губернии. Согласно инвентаря 1848 года входила в состав помещичьего поместья. Согласно переписи 1897 года в деревне действовали хлебозапасный магазин, кузница; околица.
В 1926 году почтовый пункт, школа. С 8 декабря 1926 года до 29 октября 1934 года центр Подосовского сельсовета Светиловичского, с 4 августа 1927 года Чечерского районов Гомельского (до 26 июля 1930 года) округа. В 1930 году организован колхоз. 27 жителей погибли на фронтах Великой Отечественной войны. Согласно переписи 1959 года в составе колхоза «Звезда» (центр — деревня Залесье).

## Население

### Численность
- 1992 год — жители (29 семей) переселены.

### Динамика
- 1816 год — 12 дворов, 38 жителей.
- 1868 год — 16 дворов, 134 жителя.
- 1881 год — 20 дворов.
- 1897 год — 23 двора, 145 жителей (согласно переписи).
- 1926 год — 56 дворов.
- 1959 год — 257 жителей (согласно переписи).
- 1992 год — жители (29 семей) переселены.